# Hawker Woodcock
El Hawker Woodcock fue un caza británico biplano monoplaza, fabricado por la Hawker Engineering Company como su primer caza (sucesora de la Sopwith Aviation Company). Fue usado por la RAF como caza nocturno en la década de 1920.

## Diseño y desarrollo
El Hawker Woodcock fue diseñado como caza nocturno en 1922. El director del diseño fue el capitán Thomson, pero tras la construcción del prototipo, W.G. Carter fue nombrado director de diseños en la H.G. Hawker Engineering Company. El prototipo realizó su primer vuelo con un motor Armstrong Siddeley Jaguar de 267 kW (358 hp) en marzo de 1923, con F.P. Raynham a sus mandos.
El prototipo fue rechazado por su falta de maniobrabilidad, así como por padecer de un serio aleteo y un inefectivo control del timón de cola. A consecuencia de ello, Carter cambió el diseño, reduciendo las alas en 61 cm. El motor fue cambiado por un Bristol Jupiter de 283 kW (380 hp). El diseño modificado fue designado como Woodcock Mk II y voló por primera vez en julio de 1923. Se sufrieron varios accidentes y el diseño fue progresivamente reforzado, hasta que se solucionó el problema de la debilidad estructural.
El Woodcock estaba armado con dos ametralladoras Vickers de 7,7 mm, sincronizadas para disparar a través del disco de la hélice. Las ametralladoras fueron montadas externamente, a cada lado del fuselaje, justo debajo del borde de la cabina de vuelo.

## Historia operacional
Los primeros encargos del Woodcock se realizaron a finales de 1924, entrando en servicio en mayo de 1925. Fueron construidos un total de 64 aparatos, incluyendo los 2 prototipos y un aparato empleado para demostraciones. Una vez que los problemas estructurales que el aparato tuvo al principio fueron solucionados, el Woodcock se hizo popular entre sus pilotos. Fue reemplazado por el Gloster Gamecock en 1928. No obstante, algunos Woodcock aún volaban en 1936.
Asimismo se fabricaron tres aparatos con ligeras modificaciones que estaban propulsados por motores Armstrong Siddeley Jaguar IV, que fueron comprados para el servicio de aviación del Ejército danés. Estos aparatos fueron bautizados Danecock y otros 12 aviones parecidos se construyeron bajo licencia en Dinamarca por los astilleros Orlogsvaerftet durante 1927, bajo la designación L.B.II Dankok.

## Variantes
Woodcock Mk I
Prototipo de caza monoplaza nocturno, uno construido.
Woodcock Mk II
Caza monoplaza nocturno para la RAF, un prototipo y 62 aviones de producción construidos.
Danecock
Caza monoplaza para Dinamarca. 3 aparatos construidos.
Orlogsvaerftet L.B.II Dankok
Caza monoplaza para Dinamarca. 12 aparatos construidos bajo licencia.

## Operadores
Dinamarca
- Real Fuerza Aérea de Dinamarca[7]
- Real Armada de Dinamarca[7]

 Reino Unido
- Real Fuerza Aérea (Reino Unido)

## Especificaciones (Woodcock Mk II)
Referencia datos: The British Fighter since 1912

### Características generales
- Tripulación: Uno (piloto)
- Longitud: 7,8 m (25,6 ft)
- Envergadura: 10,6 m (34,7 ft)
- Altura: 2,7 m (9 ft)
- Superficie alar: 33,1 m² (356,3 ft²)
- Peso vacío: 915 kg (2016,7 lb)
- Peso cargado: 1354 kg (2984,2 lb)
- Planta motriz: 1× motor radial de 9 cilindros refrigerado por aire Bristol Jupiter IV.
  - Potencia: 317 kW (437 HP; 431 CV)
- Hélices: Bipala

### Rendimiento
- Velocidad máxima operativa (Vno): 227 km/h (141 MPH; 123 kt)
- Velocidad crucero (Vc): 166 km/h (103 MPH; 90 kt)
- Alcance: 451 km (244 nmi; 280 mi)
- Techo de vuelo: 6270 m (20 571 ft)

### Armamento
- Ametralladoras: 

  - 2x Vickers de 7,7 mm

## Aeronaves relacionadas

### Aeronaves similares
- Nakajima A2N
- Armstrong Whitworth Siskin III
- Gloster Gamecock